# Casearia ulmifolia
Casearia ulmifolia Vahl ex Vent. – gatunek rośliny z rodziny wierzbowatych (Salicaceae Mirb.). Występuje naturalnie w Kolumbii, Wenezueli, Gujanie, Surinamie, Gujanie Francuskiej, Ekwadorze, Peru, Boliwii oraz Brazylii (w stanach Acre, Amazonas, Pará, Rondônia, Roraima, Bahia, Maranhão, Piauí, Mato Grosso, Espírito Santo i Minas Gerais). 

## Morfologia
PokrójZrzucające liście drzewo lub krzew dorastające do 2–30 m wysokości.
LiścieBlaszka liściowa ma kształt od eliptycznego do podługowatego. Mierzy 8–14 cm długości oraz 3–5,5 cm szerokości, jest piłkowana na brzegu, ma klinową nasadę i ostry wierzchołek. Ogonek liściowy jest nagi i dorasta do 5–8 mm długości.
OwoceMają kulistawy kształt i osiągają 3–4 mm średnicy.

## Biologia i ekologia
Rośnie w lasach zrzucających liście. Występuje na wysokości do 700 m n.p.m.